# Templo de Hera en Olimpia

Mapa del yacimiento arqueológico de Olimpia: #4 Templo de Hera marcado en morado (en la parte superior del centro).

Plano del templo de Hera.

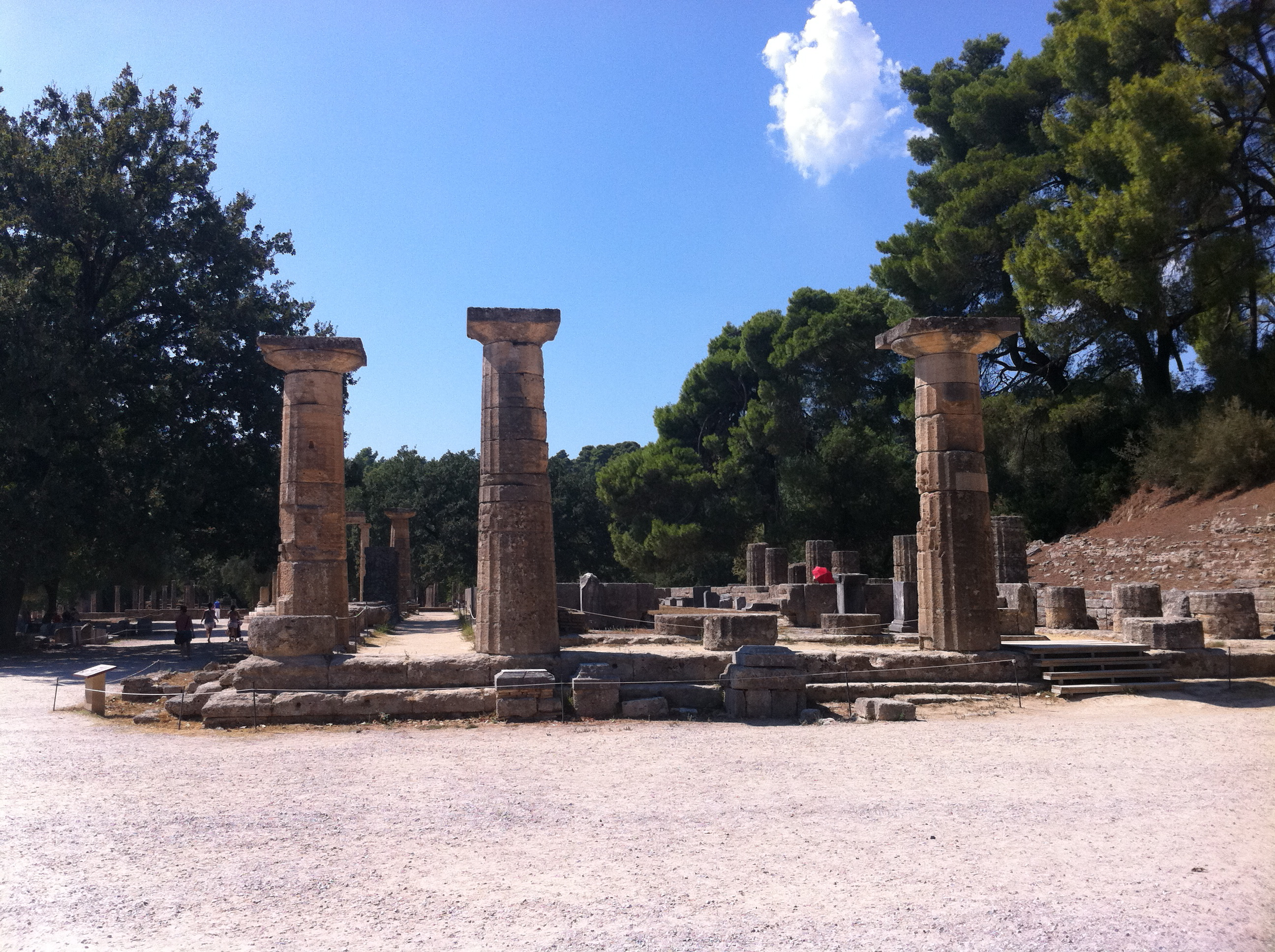
Restos del templo de Hera de Olimpia.

El templo de Hera o Hereo es un templo griego arcaico construido alrededor del año 590 a .C. Situado en la zona norte, la más sagrada, del Altis (la «arboleda sagrada» rodeada por una pérgola), este pequeño templo está junto al Metroo (templo de Cibeles), mientras que el templo de Zeus está situado al sur. Los templos de Hera y Zeus se contentan con enmarcar el antiguo altar de ceniza, que siempre ha seguido siendo el fundamento del culto en el santuario de Olimpia.

## Historia
El Templo de Hera en Olimpia, originalmente utilizado también para el culto a Zeus, es probablemente el primer edificio dórico conocido en el Peloponeso y uno de los primeros del mundo griego3. Se construyó hacia el año 590 a .C por iniciativa de los habitantes de Escilunte, ciudad vecina y aliada de Pisa. Probablemente sustituyó a un templo de Zeus erigido unas décadas antes, aunque esta hipótesis es discutida por algunos arqueólogos, y pudo haber sido financiado por el botín recaudado por los eleos en sus guerras contra Pisa y la región de Trifilia que había pasado bajo su control.
Fue destruido a principios del siglo IV por un terremoto, pero el altar dedicado a la diosa frente al templo se sigló utilizando para el encendido de la llama olímpica.
En 1874, Ernst Curtius obtuvo del gobierno griego los derechos exclusivos de excavación para el Instituto Arqueológico Alemán en el yacimiento de Olimpia. Tres años más tarde, descubrió la estatua griega de Hermes con el niño Dioniso en las ruinas del templo de Hera. En 1878, se encargó a su colega Wilhelm Dörpfeld el estudio del templo de Hera y de Zeus, y exhumó los cimientos, las columnas y otros restos de los muros.

## Arquitectura

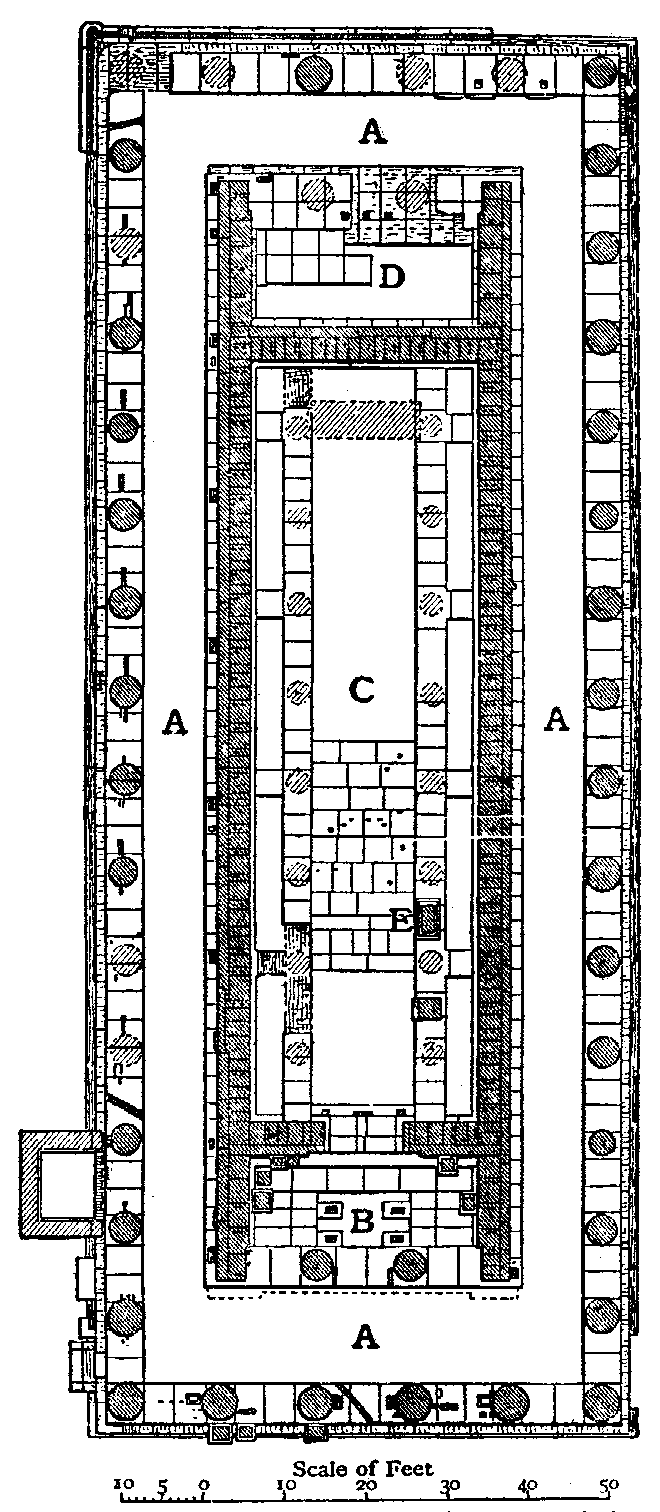
Plano del templo :
A. peristilo
B. pronaos
C. naos
D. opistodomos
E. base de la estatua de Hermes.

El edificio es un templo dorico períptero (6 columnas en las fachadas, 16 en los lados largos, 5,40 m de altura) de tamaño medio y aspecto alargado (18,76 m de ancho y 50,01 m de largo para un naos tripartito de 8,34 m por 27,82 m). Para darle cierta solemnidad, el arquitecto la vistió con un opistodomos dístilo in antis, simétrico al pronaos.] Al igual que el vecino templo de Zeus, el sekos (espacio interior del templo) es, pues, dístilo in antis doble (tanto al este con el pronaos como al oeste con el opistodomos), aunque el opistodomos no está abierto en el naos.
Los rasgos fundamentalmente arcaicos del edificio (pequeñas yeserías de dos niveles, naos con columnas muy próximas a los muros y conectadas alternativamente a ellos con paredes divisorias para formar una serie de «capillas» laterales) vinculan este templo a la tradición tegea.
Las columnas originales de encina fueron sustituidas gradualmente por columnas de piedra a medida que se deterioraban; la base y los ortostatos que formaban la parte inferior de los muros son de piedra caliza de concha local, la parte superior de los muros era de ladrillos de barro; la mayor parte del entablamento era de madera; el tejado de tejas está sostenido por frontones esculpidos (se conservan fragmentos de su decoración, en particular de una gran esfinge) sobre un acroterio discoidal. En la historia de la arquitectura, el primer frontón esculpido conocido es el de este templo.
La hipótesis de que las columnas originales de madera fueron sustituidas con el tiempo por elementos de piedra caliza sigue siendo objeto de debate en la comunidad científica. Según Wilhelm Dörpfeld, el aspecto arquitectónico especialmente dispar de las columnas, que se puede observar fácilmente desde la anastilosis realizada en la década de 1900, tiende a apoyar la tesis de una sustitución gradual de la estructura de madera. Sin embargo, las investigaciones realizadas en la década de 2010 sugieren que esta falta de armonía debe considerarse en el contexto de una arquitectura dórica de piedra que todavía estaba en su infancia y que no estaba imbuida del ideal de simetría que caracteriza a los edificios de la época clásica.

### Descripción de Pausanias
En su Descripción de Grecia, Pausanias dedicó un amplio pasaje a este templo y a relatar las tradiciones relacionadas con él. 
Dice que su construcción se creía realizada por los esciluncios ocho años después de que Óxilo se apoderara del reino de Elis.
Cada cinco años, las denominadas «dieciséis mujeres» tejían un peplo dedicado a Hera y organizaban unos Juegos Hereos en los que se disputaban varias carreras de muchachas de diferentes edades. Las vencedoras recibían coronas de olivo y parte de una vaca que era sacrificada a la diosa. 
En la descripción que  hace del interior del templo destaca la imagen de Hera sentada en un trono. A su lado estaba una estatua de Zeus de pie. Había también imágenes de las Horas, de Temis, de las Hespérides, Atenea, Coré, Deméter, Apolo, Ártemis, Leto, Tique, Dioniso y Niké, todas ellas criselefantinas. 
Entre los numerosos exvotos que se hallaban en el templo, había una estatua de mármol de Hermes con el niño Dioniso, atribuida a Praxíteles. En el siglo XIX se encontró entre los restos del templo esta célebre estatua. También había otra estatua de bronce de Afrodita realizada por Cleón de Sición y otra de un niño desnudo atribuida a Boeto de Cartago. Otros exvotos que se hallaban en el templo eran el cofre de Cípselo, un lecho adornado en marfil, el llamado disco de Ífito, donde se hallaba inscrita la tregua que se realizaba por los juegos olímpicos y una mesa de marfil y oro realizada por Colotes, donde se ponían las coronas para los vencedores.